# Montanoa josei
Montanoa josei là một loài thực vật có hoa trong họ Cúc. Loài này được Vicki Ann Funk mô tả khoa học đầu tiên năm 1982.

## Mẫu định danh
Mẫu định danh: J. Cuatrecasas & R. Romero Castaneda 24768, thu thập ngày 10-10-1959 trong khu vực đồng và rừng ở cao độ 2.400-2.650 m, Cancurua, vùng lõm sông Donachui, sườn dốc đông nam Sierra Nevada de Santa Marta, Magdalena, miền bắc Colombia. Holotype lưu giữ tại Viện Smithsonian (US), các isotype lưu giữ tại Đại học Quốc gia Colombia (COL) và Vườn thực vật New York (NY).

## Từ nguyên
Tính từ định danh josei là để vinh danh nhà thực vật học người Tây Ban Nha, chuyên gia nghiên cứu thực vật lãnh nguyên núi cao Nam Mỹ là José Cuatrecasas (1903-1996), người đã thu thập mẫu định danh.

## Phân bố
Loài bản địa miền bắc Colombia (Magdalena).